# 福安专区
福安专区（1949年－1950年称第三专区），中华人民共和国福建省已撤销的行政区，在今福建省东北部。1949年置，专员公署驻宁德县（今宁德市蕉城区）。辖福安、宁德、福鼎、霞浦、寿宁、周宁、柘荣7县。
1950年，专署迁至福安县（今福安市），并改名福安专区。
1956年，原属闽侯专区的长乐、连江、罗源3县划入福安专区；撤销柘荣县，并入福安县。福安专区辖9县。
1959年，原属南平专区的松溪、政和2县划入福安专区；将长乐、连江2县划归闽侯专区。专区辖9县。
1960年，撤销松溪、政和2县，合并设立松政县。1961年，恢复柘荣县。1962年，撤销松政县，复设松溪、政和2县；将罗源县划归福州市。专区辖9县。
1970年，专署迁驻宁德县；原属闽侯专区的古田、屏南、罗源、连江4县划入；撤销柘荣县，并入福安、福鼎2县；松溪、政和2县合并为松政县，并划归南平专区。福安专区辖10县。
1971年6月，撤销福安专区，改置宁德地区。